# Comté de Rouville
Pour les articles homonymes, voir Rouville.
Le comté de Rouville était un comté municipal du Québec ayant existé entre 1855 et le début des années 1980. Le territoire qu'il couvrait fait aujourd'hui partie de la région de la Montérégie et est compris dans les MRC de Rouville et de la Vallée-du-Richelieu. Son chef-lieu était la ville de Marieville.

## Municipalités situées dans le comté
- Ange-Gardien
- Marieville
- Mont-Saint-Hilaire (autrefois Saint-Hilaire)
- Otterburn Park
- Richelieu
- Rougemont
- Saint-Césaire
- Sainte-Angèle-de-Monnoir
- Saint-Jean-Baptiste
- Saint-Mathias-sur-Richelieu
- Saint-Paul-d'Abbotsford